# 組織行動マネージメント
組織行動マネージメント（そしきこうどうマネージメント、英語: Organizational behavior management、OBM）は応用行動分析の1領域であり、個人と集団のパフォーマンスと労働安全を効果的かつ効率的に改善する行動的テクノロジーの開発を目的としている。応用分野としてシステム分析や組織管理、研修、 パフォーマンスの改善などが含まれる。OBMは人的資源管理と似ているが、応用行動分析に重点を置くこととシステムのレベルにフォーカスを置くところが異なる。
様々なOBMによる介入の中には、治療者も加わって労働者の実労働時間を増やすことも入っている。
OBMは行動システム分析やパフォーマンス・マネージメントなど多数の領域から原則を借用してきている。ただし、行動分析学の枠内に入らない領域からきた原則を含めてもOBMと呼んでよいかどうかについては議論がある。関連分野には行動に基づく安全性と行動工学がある。

## 歴史
この分野の歴史についての一致した見解はまだない。Alyce Dickinsonが2000年にこの分野の歴史をまとめた論文を発表した。その中ではこの分野は行動分析学から伸びてきたとしている。 ビジネスや産業において行動の原則を組織的に応用した最初の例は プログラム化された教示であったが、これはOBMが1つの領域として認められる前のことだった。OBMとシステム分析に関する大学院プログラムを最初に提供した大学はWestern Michigan Universityである。コースを担当した最初の教授は Dick Malottだった。
また別の初期のOBMのプログラムとして、1975年にノートルダム大学において始まったものがある。最初の大学院生がMartin Wikoffである。ノートルダム大学に入る前、彼はワシントン大学でBob Kohlenberg（心理学）とTerrance Mitchell（Foster ビジネス・スクール）の2人の教授と共に応用行動分析をビジネスに応用した最初の統制研究の1つを行った。 これは食料品店店員のパフォーマンスを改善したものである。この研究は1976年、シカゴでのMABA大会で発表された。当時、ビジネスへの適用は非常に斬新であった。この研究は「実験的な生活アレンジメント」というトピックに割り当てられ、OBMに関する論文の先駆の1つとみなされている。Wikoff-Crowell-AndersonノートルダムOBM研究チームの誕生である。

## Journal of Organizational Behavior Management(JOBM)
最初の雑誌は1977年に出版された。最初の編集者はAubrey Danielsだった。この領域の名前はこの雑誌の名前に由来する。この雑誌は季刊である。2003年の調査ではこの領域では最も影響力のある雑誌とされた。
Nolan ら (1999)のレビューによればこの雑誌は次の特徴がある。
1. 上位3つのトピックは生産性と品質、顧客満足度、トレーニングと開発である。
2. 公刊された論文の95%が実験研究であり、5%が相関研究であった。
3. 研究の80%が現場で行われ、20%が実験室で行われた。
4. 研究上の疑問（リサーチ・クエスチョン）の57%が理論的であり、45%が応用的であった。
5. 最も多く使われている研究方法は、被験者内比較デザインであった。

## 科学的管理法
OBMを、テイラーに触発された科学的管理法の大きく伸びた枝の1つと見なすこともできる。 科学的管理法とOBMの主な違いは概念的基礎にあると考えられる。OBMはB.F. スキナーの行動に関する科学に基づいている。同じ状況下にあっても、それぞれの人はそれぞれ異なった行動をとるため、複数の原理・原則に基づき、複数の研究手法を使用するならば混乱を生じ、組織行動に関する統一概念の形成を妨げることになる。例えば、社会学者が作業空間の照明を変えて労働者の生産性を向上させようとしていたホーソーン研究では、社会学者は労働環境の照明を変えることで労働生産性を改善しようとしたのだが、研究によって発見したことは照明の改善によってではなく、ただ労働者を観察することだけによっても 労働生産性が改善するという結果だった。誰かが労働者に関心を持つことだけでも良かったのである。しかし、この研究はMaslowの欲求ステージ理論、特に何かに所属したいという社会的必要性から説明することも可能である

## 品質管理
OBMのツールと、いわゆる品質管理運動（SPC、デミング、クオリティサークル、ISOなど）に共通するプロセスと手順の間の相似性はWikoffによってISPIの記事に明記されている<Performance + Instruction,Volume 33, Issue 8, pages 41–45, September 1994>。